# SN 2006hn
SN 2006hn – supernowa typu Iax odkryta 28 września 2006 roku w galaktyce UGC 6154. W momencie odkrycia miała maksymalną jasność 15,60m.